# What Happened to Monday
What Happened to Monday? es una película de suspenso y ciencia ficción distópica, escrita por Max Botkin y Kerry Williamson, dirigida por Tommy Wirkola y protagonizada por Noomi Rapace, Glenn Close y Willem Dafoe. Netflix compró los derechos de transmisión de la película para Estados Unidos y otros mercados. Finalmente fue estrenada el 18 de agosto de 2017 en su plataforma de streaming.

## Trama
Alrededor del año 2043, la superpoblación origina una crisis a nivel mundial que da como resultado la aplicación de una estricta política del hijo único regulada por la Ley de Asignación Filial. Cuando múltiples niños nacen de una misma madre, todos menos el primogénito son introducidos en cápsulas de criogenización. Karen Settman muere cuando da a luz a siete hermanas idénticas. Su abuelo Terrence pone por nombre a cada una el de un día de la semana y les enseña a pasar como una sola persona valiéndose del nombre de su madre, y a salir de casa únicamente el día de su nombre. Para salvaguardar su secreto, Terrence se asegura de que compartan información sobre una base diaria, y cualquier accidente que le pasara a una le pasaría a todas.
Treinta años después, en el 2073, Domingo vuelve a casa de la iglesia cuando ve cómo agentes de C.A.B. detienen a una niña que había sido concebida ilegalmente. Las hermanas, al ver el acto grabado, debaten sobre entregarse ellas mismas, de acuerdo con la ley. Al día siguiente Lunes prepara su disfraz de Karen, nerviosa por la presentación que dará en su trabajo. En el punto de control (en inglés "checkpoint") Lunes se encuentra con Adrian Knowles, un agente de la C.A.B. que coquetea con ella. En el banco, Jerry, uno de los compañeros de trabajo de Lunes (Karen) la amenaza con chantaje debido a que él compite con ella por un ascenso.
Cuando Lunes es incapaz de volver a casa, Martes sigue sus pasos. Martes aprende que Lunes consiguió el ascenso y también que se fue con Jerry a un bar. Antes de que pueda investigar más a fondo, agentes de la C.A.B. la detienen y cortan sus comunicaciones. Adrian ve a Martes siendo escoltada a una celda donde conoce a Nicolette Cayman, jefe de la oficina y candidata al Parlamento. Cayman le explica que está al corriente de la existencia de las hermanas de Martes y cuando esta le ofrece un soborno, Cayman revela que Lunes le ofreció el mismo trato. Y Cayman ordena a los agentes de la C.A.B. matar a las hermanas de Martes.
Los agentes utilizan el ojo cortado de Martes para pasar el escáner de retina. Las hermanas matan a los agentes, pero Domingo muere . Al reconocer que el ojo es de Martes, las hermanas sospechan que Jerry puede haber sido el culpable. Al día siguiente, Miércoles se va sin disfrazarse y se enfrenta a Jerry. Él revela que las hermanas consiguieron la promoción cuando "Karen" envió millones de euros a Cayman para financiar su campaña. Después de que lo mate un francotirador de la C.A.B., Miércoles mata a varios agentes y huye.
Las otras hermanas guían remotamente a Miércoles a un lugar seguro, Adrian aparece en el departamento, preocupado por "Karen". Jueves convence a Sábado para que salga con Adrian, quien ha tenido una relación sexual a largo plazo con una de las hermanas. Pretendiendo ser Karen, Sábado tiene relaciones sexuales con Adrian y vincula secretamente sus pulseras, permitiendo así a Viernes piratear en la sede de la C.A.B. En un vídeo de las cámaras de seguridad, al parecer encuentran a Lunes en una celda. Mientras tanto, agentes de la C.A.B. rodean y matan a Miércoles. Después de que Adrian abandone su apartamento, los agentes de la C.A.B. matan a Sábado cuando ella les dice que Lunes salía con Adrian. Razonando que ella no puede sobrevivir sola, Viernes se sacrifica a sí misma para dar a Jueves una oportunidad para rescatar a Lunes cuando agentes de la C.A.B. están por entrar al apartamento de las hermanas.
Adrian escucha sobre el incidente y corre hasta el apartamento. Jueves le toma como rehén y lo culpa por las muertes de sus hermanas. Al principio parece confundido pero afirma que el ama mucho a Lunes antes de darse cuenta de que son hermanas. Jueves convence a Adrian diciéndole que Lunes todavía está viva. Adrián se cuela con Jueves en la sede de la C.A.B. adentro de una bolsa de plástico. Mientras se preparaba para su eliminación, la niña que Domingo vio ser detenida, iba a ser criogenizada pero en lugar de ser congelada, es incinerada, lo cual es grabado por Jueves. Después de dominar a los guardias, Adrian y Jueves rescatan a Lunes. Pero cuando llegaron a su celda, se dan cuenta de que es Martes. Deducen que Lunes las vendió a todas a Cayman.
Jueves le dispara a Lunes y deja que se desangre. Como Cayman hace un evento para recaudar fondos, Martes y Adrian transmiten atrás de ella el vídeo que Jueves grabó. La multitud hace que Cayman se desmaye, reaccionando unos segundos después, que insiste en que solo hizo lo que era necesario. Lunes se tambalea en la recaudación de fondos, pero un agente de la C.A.B. le dispara antes de que ella puede matar a Cayman. Como la multitud huye, antes de morir Lunes revela a los demás que ella estaba embarazada. Después, queda derogada la Ley de Asignación Filial y Cayman se enfrenta a la pena de muerte. Jueves, Adrian y Martes observan a los gemelos de Lunes, los cuales se desarrollan en un útero artificial. Martes y Jueves se cambian el nombre ellas mismas por Terry y Karen, respectivamente.

## Reparto
- Noomi Rapace[5] como Lunes, Martes, Miércoles, Jueves, Viernes, Sábado y Domingo/ Karen Settman.
  - Clara Read como joven Lunes, Martes, Miércoles, Jueves, Viernes, Sábado y Domingo / Karen Settman de joven.
- Willem Dafoe como Terrence Settman.
- Glenn Close como Nicolette Cayman.
- Marwan Kenzari como Adrian Knowles.
- Pål Sverre Hagen como Jerry.
- Tomiwa Edun como Eddie.
- Stig Frode Henriksen como Enforcer #3.
- Santiago Cabrera como Procesador Infomercial.
- Robert Wagner como Charles Benning.
- Vlad Rădescu como TBA.

## Lanzamiento
1. ↑  John Hopewell, Elsa Keslassy (6 de mayo de 2015). «Cannes: SND Takes Noomi Rapace Sci-Fi Actioner 'Monday?'». Variety.
2. 1 2  Kiang, Jessica (6 de agosto de 2017). «Locarno Film Review: ‘What Happened to Monday?’». Variety. Consultado el 22 de agosto de 2017.
3. ↑  «Seven Sisters». Box Office Mojo. Consultado el 11 de septiembre de 2017.
4. ↑  Setoodeh, Ramin; Lang, Brent. «Toronto: Netflix Buys ‘What Happened to Monday?’ With Noomi Rapace (EXCLUSIVE)». Variety. Consultado el 14 de septiembre de 2016.
5. ↑  http://collider.com/seven-sisters-trailer-noomi-rapace/

What Happened to Monday? se estrenó en el Festival de Locarno 2017.

## Recepción
En el sitio web Rotten Tomatoes, la película tiene un porcentaje de aprobación del 68% basado en 18 críticas; con una media de 5.8/10. Jessica Kiang, de Variety, la calificó de «una scifi de acción, ridícula, violenta y divertidamente muda». Kiang dijo que, aunque la trama está llena de agujeros y de los personajes de Rapace no están muy bien definidos, es probable que acabe convirtiéndose en una película de culto. El guion original de Max Botkin figuraba en la lista negra de 2010 de los mejores guiones no producidos en Hollywood.